# USS Sculpin (SS-191)
Pour les autres navires du même nom, voir USS Sculpin.
L'USS Sculpin (SS-191) est un sous-marin de classe Sargo construit pour l'US Navy à la fin des années 1930.
Sa quille est posée le 7 septembre 1937 par le chantier naval de Portsmouth, dans le Maine. Il est lancé le 27 juillet 1938, parrainé par Mme Bernice F. Defrees, et mis en service le 16 janvier 1939 sous le commandement du lieutenant Warren D. Wilkin.

## Historique

### Entre-deux-guerres
Lors de son premier essai en mer, le 23 mai 1939, le Sculpin localise son sister-ship USS Squalus, coulé à cause d'une avarie d'une soupape dans le poste arrière des torpilles. Ils sont en mesure de communiquer en utilisant une bouée téléphonique avant que le câble ne se rompe. Le Sculpin assiste ensuite le Falcon dans le sauvetage des survivants, au nombre de trente-trois. Vingt-six marins meurent dans cet accident.
Le Sculpin suit une formation au large de la côte atlantique jusqu'à son transfert dans la flotte du Pacifique. Il appareille de Portsmouth le 28 janvier 1940 et atteint San Diego, en Californie, le 6 mars. Il reprend ensuite la mer pour l'ouest le 1er avril, arrivant à Pearl Harbor le 9 mars, qui deviendra sa base pour les 18 prochains mois. Il appareille de Pearl Harbor le 23 octobre 1941 avec la 22e division sous-marines et atteint Manille le 8 novembre. Depuis Cavite, il prend part à des opérations locales et de formation jusqu'au début de la guerre.

### Seconde Guerre mondiale
Le lendemain de l'attaque sur Pearl Harbor, le Sculpin, sous le commandement du lieutenant-colonel L. L. Chappell, appareille de Manille pour sa première patrouille de guerre. Il reçoit l'ordre de patrouiller au nord de Luçon. Après 45 jours de patrouille sans accrochage, le submersible atteint Surabaya (Java), dans les Indes orientales néerlandaises.
Sa deuxième patrouille, du 30 janvier au 28 février, le fait naviguer en mer des Moluques, à l'est des Célèbes. Le 4 février, il torpille et endommage le destroyer japonais Suzukaze au large de la baie de Staring, au sud de Kendari, dans les Célèbes. Trois nuits plus tard, le Sculpin détecte une force opérationnelle japonaise (à destination de Makassar) composé de destroyers, de croiseurs et d'un porte-avions. Il attaque sans succès un croiseur et est forcé de plonger, s'échappant quatre heures plus tard. Le 17 février, le sous-marin est endommagé par des charges de profondeur, atteignant la base de Fremantle, en Australie-Occidentale, le 28 février 1942.
Sa troisième patrouille se déroule du 13 mars au 27 avril 1942. Il opère au large des Moluques mais ne rencontre aucun succès.
Il appareille de Fremantle le 29 mai 1942 pour sa quatrième patrouille de guerre, opérant en mer de Chine méridionale. Le 8 juin, il s'échoue accidentellement lors d'une attaque contre un cargo. Tôt le matin du 19 juin, au large du cap Varella (Indochine), il torpille un cargo, avant de rentrer à Brisbane (Australie) pour un réaménagement.
L'USS Sculpin quitte Brisbane le 8 septembre 1942 pour sa cinquième patrouille de guerre. Il reçoit l'ordre de patrouiller dans la mer de Bismarck. Le 28 septembre, il torpille et endommage le porte-hydravions japonais Nisshin à l'est de l'île Kokoda (Nouvelle-Bretagne). Bien que légèrement endommagé par des charges de profondeur, le submersible continue sa patrouille. Le 7 octobre, il torpille et coule le transport de troupes japonais Naminoue Maru au large de la Nouvelle-Irlande. Le 14 octobre, il localise et attaque un convoi japonais entre Rabaul et Kavieng, au cours duquel il torpille et coule le navire de transport japonais Sumiyoshi Maru à environ 75 milles marins au sud-ouest de Kavieng. Quatre jours plus tard, il revendique avoir endommagé d'une torpille le croiseur léger Yura, mais des analyses d'après-guerre ne confirment aucune attaque ce jour-ci. Sa patrouille s'achève le 26 octobre 1942, après 54 jours en mer et deux navires coulés.
Le 18 novembre 1942, le submersible quitte Brisbane pour sa sixième patrouille de guerre qui l'emmène au large de Truk, dans les îles Caroline. Après 52 jours sans succès, il rejoint Pearl Harbor le 8 janvier 1943, puis fait route jusqu'à San Francisco, en Californie, où il passe trois mois en révision à Mare Island.
De retour à Pearl Harbor le 9 mai, il quitte Hawai pour sa septième patrouille de guerre le 24 mai et opère au large de la côte nord-ouest de Honshu. Le 19 juin, il coule le patrouilleur japonais Miyasho Maru No.1 et le voilier Sagami Maru par coups de feu au large du cap d'Inubozaki, au Japon. Le 4 juillet 1943, sa patrouille s'achève lorsqu'il rejoint Midway.
Le 25 juillet 1943, le Sculpin appareille de Midway pour sa huitième patrouille de guerre, recevant l'ordre d'opérer dans la zone du détroit de Taïwan. Le 9 août, il torpille et coule le navire de transport de passagers / cargo japonais Sekko Maru, à l'est du nord de Formose. Après 54 jours en mer, le sous-marin atteint Midway le 17 septembre.

### Dernière mission
Le 5 novembre 1943, l'USS Sculpin, alors commandé par le capitaine F. Connaway, appareille de Pearl Harbor pour sa neuvième et dernière patrouille. Le Sculpin et deux autres sous-marins (Searaven et Apogon) devaient former un Wolfpack pour intercepter et attaquer les navires dans la zone de l'atoll de Truk. Après avoir été ravitaillé sur l'atoll Johnston le 7 novembre, le Sculpin se rend sur zone. Le 29 novembre, le capitaine John P. Cromwell (en), qui commande l'opération, reçoit l'ordre de lancer la mission. 48 heures plus tard, le submersible est muet et il est déclaré porté disparu le 30 mars 1944.
Son destin est découvert lorsque des prisonniers de guerre américains (membres d'équipage du Sculpin) sont libérés après la capitulation du Japon. Dans la nuit du 18 novembre 1944, il est gravement endommagé par des charges de profondeur larguées par le destroyer Yamagumo. Le commandant du sous-marin, F. Connaway, décide alors de faire surface pour tenter de sauver son équipage avant son sabordage. Le capitaine Cromwell, également présent à bord, refuse de quitter le sous-marin en détresse. Il recevra à titre posthume la médaille d'honneur pour son acte d'héroïsme et de dévouement au pays.
Quarante-deux membres d'équipage seront secourus par le Yamagumo. Un marin grièvement blessé fut rejeté en mer à cause de son état. Les survivants furent ensuite interrogés sur la base navale japonaise de Truk, puis embarqués sur deux porte-avions retournant au Japon. Durant son transit, le Chuyo, qui transportait 21 des survivants dans sa cale, fut torpillé et coulé le 2 décembre par le Sailfish (ex-Squalus, sous-marin qu'il assista quelques années plus tôt); vingt des prisonniers américains périrent lors du naufrage. Seul un homme, George Rocek, fut repêché par les japonais. Les 21 autres survivants transportés par le Un'yō atteignirent le camp d'Ōfuna —Kamakura, au Japon— le 5 décembre et, après un interrogatoire, furent envoyés dans les mines de cuivre d'Ashio jusqu'à la fin de la guerre.

## Honneurs et décorations
Le Sculpin a reçu huit battle stars et une Philippine Presidential Unit Citation pour son service pendant la Seconde Guerre mondiale. Le submersible coula officiellement 3 navires totalisant 9 835 tonneaux au cours des neuf patrouilles qu'il effectua.
La Sculpin fit l'objet d'un épisode dans la série d'anthologie télévisée The Silent Service (en), diffusée pendant la saison 1957-1958.